# クロヒョウ2 龍が如く 阿修羅編
『クロヒョウ2 龍が如く 阿修羅編』（クロヒョウツー りゅうがごとく あしゅらへん）は、セガより2012年3月22日に発売されたPlayStation Portable用ゲームソフト。

## 概要
前作『クロヒョウ 龍が如く新章』から約一年半後の物語で、東京・神室町と『龍が如く2』以来の登場となる大阪・蒼天掘が舞台。
キャスト面では、右京龍也役が高良健吾からドラマ版で同役を演じた斎藤工に変更された（前作のダイジェストシーンも斎藤が担当）他、高知東生、要潤、大杉漣といった有名俳優陣が主要人物を固める。キャバクラ嬢役にはアイドリング!!!より遠藤舞、外岡えりか、橘ゆりかがフェイスキャプチャーで出演し、声も本人が担当する。
前作に引き続き、MBS・TBS系列深夜枠でテレビドラマ化されている。
『龍が如く OF THE END』同様、GREEの『龍が如くモバイル for GREE』と連動している（ただし連動方法は若干異なる）。前作のクリアデータがあると特典が得られるシステムもある。
今作は、完結作の意味も持ちあわせており、今作以降クロヒョウシリーズはリリースされていない

## システム

### バトル
前作の喧嘩バトルを踏襲しながらも、様々なシステムが追加・変更されている。
最大の変更点として、掴んだ敵を任意の方向に投げ飛ばすことができるようになった。単に敵にぶつけるのみならず、オブジェクトにぶつけてダメージを与えたり、相棒や壁にぶつけることでヒートを消費しない強力な攻撃である「ツープラトン攻撃」「ウォールヒート」などを放つことができる。また、戦闘の末に壁などのオブジェクトが破損した場合、そこに投げ落として決着を着けることも可能。
前作からシリーズの特徴であった「スタイル」には「相撲」「パンクラチオン」「軍隊格闘技」などの新スタイルが追加され、引き続き登場したスタイルにもモーションやヒートアクションのマイナーチェンジがなされている。また、「パンチ」「キック」「つかみ」「ヒート」にこれまで習得したスタイルの技を組み合わせて使用できる「我流」というスタイルが登場する。
前作ではスタイルに固有のものだけであった「スキル」もある程度自由に組み替えられるようになり、スタイルの欠点を補ったり長所を伸ばすことが任意で可能になった。
レベルアップのシステムは変わらないが、「パンチ」「キック」などの能力値は道場でお金を払うシステムからレベルアップ時に任意でポイントを割り振る方式に変更された。そのため、道場の機能は「必殺技」の習得の他、前述の「スキル」を習得するものに変更された。なお、ポイントを割り振る際、一定以上のレベルから必要となるポイント数が増加するため、特定の能力値だけを上げ続けるのは効率が悪くなった。

### プレイスポット
前作を踏襲しつつ「麻雀」「パチスロ」「ゴルフ」といった新しいミニゲームが導入されており、特に麻雀は通信を利用した4人対戦が可能。
また、前作から継続して登場したものにも操作系の改変が行われている（カラオケが連打ゲームからリズムゲームになるなど）。
アルバイトも引き続き登場。キャバクラの呼び込みを行う「キャバキャッチ」や、「串カツ屋」「たこ焼き屋」といった大阪ならではのアルバイトが追加されている。
前作ではシナリオの都合上使用出来なかったタクシーが使用可能になり、移動の利便性が向上した。
ストーリー中のコスチュームチェンジが可能で、実在のアパレルブランドの衣類をゲーム内で購入・着用させることができる。

## ストーリー
かつてドラゴンヒートで前人未到の10連勝を成し遂げた「右京龍也」。さらなる強さを追い求めた彼は単身日本を飛び出し、アメリカの地下格闘場で武者修行を続けていた。
新天地のアメリカでも圧倒的な強さとスター性を発揮し続けた龍也。そんな折、日本のボクシングジム会長にボクシングの才能を認められ、プロボクサーとしてデビューするチャンスを手に入れる。
自らの拳で輝かしい将来への第一歩を切り開いたはずの龍也だったが、心は満たされておらず苛立ちを感じていた。頭の整理がつかぬままプロデビューのため帰国の途に就き、誘われるように故郷・神室町に足を向けた。
神室町は変わらずきらびやかで、欲望と権力が渦巻く様を見せていた。そこで龍也は、路地裏でチンピラに絡まれている一人の少年を助ける。少年はドラゴンヒートの若きファイターであった。
ドラゴンヒートの名を聞き、自分の中で忘れかけていたものを思い出す龍也。
そのドラゴンヒートが大阪・蒼天掘の地下格闘団体「阿修羅」の神室町進出により、壊滅の危機に陥る。
龍也は、新たにできた仲間たちのため、そしてかつて自分のすべてを懸けて戦っていたドラゴンヒートを守るため、輝かしい将来を捨て、再びドラゴンヒートのリングに上がる決意をする。
その裏で、神室町全体を巻き込む巨大な野望が動き出していた。

## 登場人物

### 主人公
右京 龍也（うきょう たつや）
声 - 斎藤工
19歳。武者修行のために渡米し、ラスベガスの地下格闘場で連勝を重ねていたが、剛拳ジムの椎名会長にスカウトされ、日本でのプロボクサーデビューのチャンスを手に入れて神室町に戻ってきた。神室町到着後は信司が阿修羅の構成員に襲われているのを見つけたことで救出して信司の案内でドラゴンヒートが復活しているのを目撃し、その際に九鬼組を継いだ九鬼隆昌から自らの財産と引き換えにドラゴンヒートを取り戻したことを教えられた。その後、デビュー記者会見の前日に阿修羅の秋田や沖田、更には二岡がドラゴンヒートの乗っ取りを目的に九鬼組を襲撃し、対抗戦を提案されたことで圧倒的不利な中で己の哲学を得るため、プロデビューを犠牲にしてまでドラゴンヒートを復活させるべく阿修羅八部衆との戦いに挑む。その最中も様々な事件と遭遇し、黒幕である野崎の予言にも翻弄されつつも、隆昌や誠らと協力して乗り越え、八人抜きを果たして勝利した。その後は「神室町浄化計画」によるドラゴンヒートの差し押さえなどを経て隆昌より鶴見の悪事を収めたフラッシュメモリーを託され、ドラゴンヒートの権利書と引き換えに鶴見をミレニアムタワーに呼び出す。そしてミレニアムタワー屋上にて、黒幕の野崎と互いの信念をぶつけ合う死闘の末に勝利し、全ての終わりを見届けた。後日、竹中に「この拳でどこまで自分の未来を変えられるのか試す」という新たな目標を語り、去って行った。
不良ではあるものの、ドラゴンヒートに関与するまで裏社会のことは東城会の名前を知っていた程度で桐生と真島が激突した「桃源郷」の事件についてもダンプカーがぶつかったことしか知らなかったため、龍が如く本編で起きた事件や裏社会に関しては知識がなく、サブストーリーで偽桐生が彼の名を語ったときも桐生の名前を全く知らなかった。

### 主要人物
野崎 亮（のざき りょう）
声 - 要潤
阿修羅の整体師。盲目でありながら卓越した鍼の腕を持つ施術者であるだけでなく、予言めいた言葉を尽く的中させることから「運命」が見えると評され、政財界の有力者からも頼られている。
その正体は阿修羅の真のリーダー。盲目は演技であり、実際は目が見える。格闘スタイルは阿修羅での特訓で習得した「中国拳法」。ヒートアクションは突きのコンボから鉄山靠で相手を吹き飛ばす「覇軍絶掌靠把山」を使用する。誠と同じ児童養護施設で育ち、中学卒業後に大阪の親戚に引き取られるも家出し、幼馴染の市川静香と連れ合い、恋人関係となる。しかし、静香に肝臓移植が必要となり必死に費用を工面していたものの、移植予定の肝臓を鶴見に横取りされてしまい、静香は帰らぬ人となる。静香の死後は行方不明になっていたが、鶴見への復讐を目論み、逮捕拘留中の秋田に近づいて阿修羅に潜り込む。その後、阿修羅の拡大を成し遂げると共に自身はカリスマ占い師として名を馳せる。しかし、そのような優越感に浸る日々を送るうちに復讐への関心を失っていき、復讐対象であった鶴見にも接近して彼が提案した「神室浄化作戦」にも協力する。そんな時に現れた龍也にかつての頑張っていた自分の姿を重ね、自分の間違いを認めたくない一心から龍也を金と力による「運命」に屈服させるべく策を巡らせていた。最後はミレニアムタワー屋上で鶴見が龍也に倒された後に登場し、盲目の演技を暴露するとともに復讐の動機と計画を語り、再び滾らせた復讐心によって鶴見の息子を利用して鶴見の殺害を目論んだところを龍也に止められ、互いの意志をぶつけ合う死闘の末に敗北する。その後、鶴見の銃弾から龍也を庇い、予め屋上に設置してあったカメラを用いて鶴見の悪事をネット上に動画として流すことで鶴見を絶望の淵に追いやった。しかし、それでもまだ感情を抑えられず、改造銃の銃口と共に本心を龍也にぶつけるも、龍也の必死の説得により断念して最後は「運命はいつだって変えられる、ちょっと忘れていただけ」と言い残し、持っていた改造銃で自ら命を絶った。

### 東城会
『龍が如く』シリーズにも登場する関東一円のヤクザを束ねる一大組織。

#### 九鬼組
前作にも登場した組。
九鬼 隆昌（くき りゅうしょう）
声 - 浪川大輔
故・九鬼隆太郎の息子で二代目九鬼組組長。26歳。女好きで普段は飄々とした態度を取るが、二岡の杜撰な経営で寂れたドラゴンヒートを見かねて私財を投げ打って買い戻し、若者達が競い合う場へと立て直すなど父同様に格闘技への愛着と情熱的な魂を持ち、行き場のないドラゴンヒートの若きファイター達からも慕われている。格闘スタイルは幼少期から観戦していたドラゴンヒートのファイター達の戦いぶりを模倣した「我流」で、後に龍也に伝授した。阿修羅との対抗戦では蒼天堀に龍也と共に向かい、時には共に戦うが、後に鶴見らによる神室浄化作戦の時には未成年者略取の容疑で任意同行されて家宅捜索でドラゴンヒートの権利書や印鑑まで押収されたことで全てを失う。釈放後は二岡の事務所に乗り込んで二岡が浄化作戦に反対した神室町の住民からみかじめを取っていた事実を被害届で出すと明言し、その交換条件として鶴見の情報を渡すように持ちかけて情報を入手することに成功したが、何者かに狙撃されて現場にいた龍也に竹中に情報を渡すように託した。その後のエンディングムービーで保の試合を観戦しており、生存が確認されている。
佐々木（ささき）
サブストーリーに登場する二代目九鬼組舎弟頭で、隆昌のかつての教育係。その名残で組長となった今も隆昌を「若」と呼ぶ。ドラゴンヒートから離反したファイターの説得を龍也に依頼し、ファイター達が戻ってきてからは裏で離反を手引きしていた人間を探っていたところを実行犯である真壁に捕らえられるも駆け付けた龍也に救出された。

#### 二岡組
前作にも登場した組。
二岡 孝造（におか こうぞう）
声 - 正源敬三
東城会直系二岡組組長。かつて近江連合に属していたことが判明し、関西に広い人脈を持っていることを窺わせる。神室町進出を狙う阿修羅と組んでドラゴンヒートの乗っ取りを画策するが、秋田の対抗戦提案には難色を示す。その後、元九鬼組構成員である田中一郎を擁護して九鬼組関係者や裏切り者を暗殺しようとし、後に鶴見と結託して「神室浄化作戦」に乗じて神室町の乗っ取りに成功したが、隆昌に浄化作戦に反対した神室町住人によるみかじめの被害届を盾に脅され、やむなく鶴見の情報を渡した。
真壁 隼人（まかべ はやと）
声 - 藤本たかひろ
二岡組若衆で、二岡の舎弟。
サブストーリーに登場し、ドラゴンヒートに所属していたファイターを離反させようとするが、龍也に妨害されて失敗する。その後、探りを入れてきた佐々木を捕らえて龍也を誘き出し、胸を負傷させるも返り討ちにされて逃走したことで九鬼組に追われる身となった。

##### 久保不動産
久保 一道（くぼ かずみち）
声 - 弦徳
二岡組傘下の久保不動産社長。二岡とは親子の盃を交わしているが、若い頃に優太の父親の会社で住み込みで働いていたことから恩義を感じていたため、後に二岡が優太の実家に目を付けて地上げを行っていることを知って地上げを阻止しようと動く。その後、一旦は土地の権利書を預かって密かに権利書を返すことで土地を守ろうとしたが、二岡に裏切り者と判断されて龍也と神室病院に向かう最中に田中一郎に暗殺された。

### 不良チーム

#### 神室町
ディアブロ
前作にも登場した神室町を拠点にする4チームの一つ。
赤城 翔太（あかぎ しょうた）
「ディアブロ」の初代リーダー。ディアブロ内ではメンバーの就職の世話や個人的な相談に乗るなど未だに絶大な信頼と影響力を持つ。神室町の乗っ取りを図るWARDOGの闇討ちで負傷し、後に結成された「神室連合」の実態を探るべく、白石と共に奔走して龍也らと共に神室の七人として連合と戦う。
朱鷺 涼生（とき りょうせい）
ディアブロの二代目リーダー。真っ赤且つ逆立てていないモヒカンヘアーとメガネがトレードマーク。喧嘩よりも頭を使っての戦いを好むが、「総合格闘技」を身に付けた確かな実力を持つ。WARDOG戦ではいち早く参戦し、戦後は龍也のスパイ疑惑を疑りつつも神室連合に加わった。

DIS（ディーアイエス）
前作にも登場した神室町を拠点にする4チームの一つ。
青野 誠二（あおの せいじ）
「DIS」のリーダー。DISを不良チームから芸術や音楽活動などを中心とした若者の自己実現を目指す集団へと作り変えることに成功したが、WARDOGの闇討ちを受けて重傷を負う。その後、神室の七人の結成にも姿を現すが、戦力としてカウントされずに暴走して周囲に迷惑をかけつつも緑川の前に敗れる。
加賀 伊織（かが いおり）
DISのNo.2。青野がWARDOGに襲撃されたために代行としてチームを率いるが、後に神室連合が結成された際には青野が退院する直前に神室町を出ていき、名古屋でDJをしていることが青野の口から語られた。

死霊兵団
前作にも登場した神室町を拠点にする4チームの一つ。
黒田 東吾（くろだ とうご）
「死霊兵団」のリーダー。格闘スタイルを「柔術」に改めた。一年前の戦争の後に神室町を離れて死霊兵団を一から作り直していたが、神室連合との戦いの最中に窮地に陥った龍也を救うために現れ、龍也らと共に神室の七人として戦う。その後、龍也の事は過去の事もあってライバル視しており、「いつかぶっ倒す」と言い放った。

キングダム
前作にも登場した神室町を拠点にする4チームの一つ。
白石 栄輔（しらいし えいすけ）
「キングダム」のリーダー。WARDOGの存在を危惧し、闇討ちに遭うが、うまく逃走する。その後は結成された神室連合の実態を探るために赤城と共に奔走し、龍也らと共に神室の七人として戦う。
松浪 健一（まつなみ けんいち）
キングダムのNo.2。名前のみ登場し、白石の話からキングダムのリーダーになったことがうかがえる。また、神室町で起こった2回目の戦争に関しては興味を示さず、闇討ちもされなかったために参加していない。

WARDOG
神室町を拠点とするチーム。メンバーは黄土色のブレザーにチェックのズボンという学生服姿が特徴で、「プロレス」や「軍隊格闘技」などのディアブロ以上に何でもありなスタイルを使い、神室町の他チームに比べて集団で襲ってくることが多い。
黄志 克巳（きし かつみ）
「WARDOG」のリーダー。どこで身に付けたのかは不明だが「軍隊格闘術」を用いる。一年前は中学生であったため、神室町統一戦争に参加できなかったことを悔やんでいる。自分達のチームが最強だということを証明するために次々に敵対チームのリーダー格を闇討ちし、龍也に対しても宣戦布告をするも幾度の戦いの末に敗れた。その後は改心し、神室連合に加わって幹部となる。

9th（ナインス）
神室町を拠点とするチーム。メンバーはキングダムを彷彿とさせるお兄系の服装や髪型が特徴で、チームカラーの緑やパステルカラーなどのより明るく派手な色合いを好むものが多い。格闘スタイルも「ボクシング」や「ムエタイ」と軽快な打撃技を身に付けたメンバーで構成されている。
緑川 宮古（みどりかわ みやこ）
「9th」のリーダー。格闘スタイルは「ムエタイ」。外見に違わぬ軟派な男で、チームも厳密にはイベント系サークルとしての側面が強い。WARDOGと同盟を結んでおり、朱鷺と龍也に偽の同盟話を持ちかけて誘い込むが、逆に返り討ちにされる。その後は集団で襲うも度々敗れ、改心したのち神室連合に加わって幹部となる。

ピーチ
神室町を拠点とするチーム。メンバーはDISのようにストリート系の装いが特徴で、チームカラーのピンクや白などの暖色系のものが大多数を占める。リーダーの当真をはじめ、大柄かつ肥満体型のメンバーが多く、その体格が有利に働く「柔術」や「相撲」の使い手が多い。
桃瀬 当真（ももせ とうま）
「ピーチ」のリーダーで、アフリカ系アメリカ人と日本人のハーフ。格闘スタイルは高校時代に柔道の大会で優勝した程の実力を下地にした「柔術」。メンバーの大半は児童養護施設出身の少年達で、当真自身も孤児である。様々な事情を抱えた青少年の互助目的でチームを設立するなど温厚で仲間思いな性格だが、それゆえ仲間が傷つけられると怒りが爆発して周りが見えなくなる。神室町の抗争において当初は中立を保っていたが、WARDOGの策略で龍也とも一時対立する。和解後は共にWARDOGとの対決姿勢を取り、戦後は神室連合に加わるも水無月のやり方に疑問を感じて離反し、龍也らと共に神室の七人として戦う。

BURAI
神室町に突如現れたチーム。メンバーの5人は全員が黒いレザーのバイカーファッションを身に纏っているが、それぞれ得意とする格闘スタイルは異なる。
水無月 透（みなづき とおる） / 水上 透（みずかみ とおる）
自身をリーダーとしてたった5人で「BURAI」というチームを立ち上げた。2年以上前の経歴は一切不明。左腕に大きな火傷の痕があり、それをタトゥーで誤魔化している。格闘スタイルは脚技による猛攻を得意とした「神脚の極み」。神室町の抗争を止めるために次々に介入したが、WARDOG壊滅後は蒼天堀からの侵攻に備えるために「神室連合」を設立し、その際に阿修羅との戦いで蒼天堀に出入りしていた龍也にスパイ疑惑を被せてメンバーの信頼を自分に向けさせることでリーダーとなる。しかし、龍也の尽力と陸奥や空也によって正体が爆音の初代メンバーであった「水上透」であることが判明し、後に爆音の初代リーダーである神谷の人望に嫉妬して彼をバイク事故に見せかけて殺害したことを明かすが、龍也を中心に結成された「神室の七人」の前に敗れ、蒼天堀から駆け付けた由美子と共に帰って行った。その後、蒼天堀での会話でまだ関西弁に馴染めていなかったことが判明した。

#### 蒼天堀
爆音
蒼天堀を拠点とするチーム。
時任 由美子（ときとう ゆみこ）
抗争で死亡した神谷と婚約をしていた「爆音」のリーダー代行。女であるが故に求心力に欠け、内部分裂を引き起こしている最中に神室町で龍也に出会った上に殺人罪で服役し、少年刑務所から出所した海東が率いるネオ爆音の襲撃を受けて壊滅状態となるが、龍也と陸奥の協力を得て何とか爆音をまとめて海東に挑む。その後、泉南MADの侵入を許して海東も負傷し、その直後にネオ爆音の二代目リーダーを名乗って龍也とも一時対立したが、それでも気高に振舞って満身創痍のメンバーを率いて神室連合とも戦う。戦後はネオ爆音を解散させて陸奥と水上の補佐で爆音の二代目リーダーとなった。
神谷 隼人（かみや はやと）
爆音の初代リーダー。たった5人で蒼天堀を統一するほど喧嘩が強く、海東ですら勝つことができなかった。由美子と婚約をしていたが、2年前に幹部の一人であった水上が仕組んだバイク事故で死亡した。

蒼天野獣会
蒼天堀千成地区を拠点とするチーム。メンバーはニッカボッカや作業ベストといった土木作業員風の装いが特徴で、実際に全員が陸奥のもとで作業員として働いている。格闘スタイルも「プロレス」や「相撲」などのパワフルなものが中心である。
陸奥 我道（むつ がどう）
「蒼天野獣会」のリーダーで、「爆音」初代幹部の一人。短く狩り揃えた髪、大柄で筋肉質な体格、おまけに顔には火傷の痕と相当な強面であるが、根は裏表がなく純情・硬派を地で行く男。格闘スタイルは「総合格闘技」。由美子を慕っており、爆音から離反した空也と敵対して爆音を巻き込んで抗争していたが、龍也の協力を得て空也を倒す。しかし、その直後に現れた海東に一蹴され、メンバーを人質に取られて龍也を襲うが、返り討ちに遭う。その後、起死回生の戦術で新星町の本拠地を攻めたことでネオ爆音の本隊もろとも泉南MADにより壊滅させられるも由美子を中心に何とか蒼天堀をまとめ、後に神室町で結成された神室の七人の一人となって水無月の正体を暴いた。

ネオ爆音
新堀町を拠点とするチーム。メンバーは白基調のバイカーファッションにロカビリー風の髪型が特徴で、「ムエタイ」と「ボクシング」の両方を得意とする。
海東 清輝（かいとう きよてる）
「ネオ爆音」のリーダーで、爆音の初代サブリーダー。強烈なパンチを主体とした「豪腕の極み」を駆使する猛者。2年前に神谷を殺した相手を報復のすえに殺害し、少年刑務所に服役していた。出所後は内部分裂した爆音の状態に怒り、新たにネオ爆音を創設して爆音に代わって蒼天堀を統一すると宣言。その通りに爆音のメンバーを襲撃して切り崩しにかかるが、龍也の妨害に遭う。その後、陸奥を利用して龍也を倒そうとするも失敗し、後に泉南MADの襲撃のために備えていた本隊は蒼天野獣会の本隊との抗争で壊滅して自らも負傷する。しかし、目覚しい回復で神室町に現れて水無月を倒した。戦後は由美子に全てを託して引退する。

ラバーズ
蒼天堀を拠点とするチーム。メンバーはアメリカ村の若者のように古着を取り入れたカジュアルファッションが特徴で、格闘スタイルは「ルチャ」や「中国武術」などの派手で見栄え重視なものが多い。
空也 大旗（くうや だいき）
「ラバーズ」のリーダーで、爆音の元メンバー。バーなどの飲食店を複数経営しているため金回りが非常に良く、金に飽かして数を揃えた喧嘩を得手とするが、本人はさほど強者ではない。格闘スタイルは「ルチャ」。かつては爆音のメンバーとして活動していたが、離反して由美子がリーダーであることを良しとせずに蒼天野獣会と抗争を繰り広げる。その後は龍也と陸奥の前に倒され、後に神室町で結成された神室の七人の一人となって水無月の正体を暴いた。その後、神室連合との抗争では黄巳が龍也達の隙を突いて蒼天堀を襲った際に囮を使って由美子を守ろうとしたところを黄巳に見破られて急襲されたが、龍也が駆け付けて由美子を死守した。

泉南MAD
泉南を拠点とするチーム。メンバーは改造学ランとオレンジ色のシャツやアクセサリーを身に着けているのが特徴。喧嘩の実力者を集めた少数精鋭のチーム故か、「空手」「乱舞の極み」「瞬撃の極み」などの強力な打撃系スタイルを駆使する猛者が多い。
雷加 宗次郎（らいか そうじろう）
「泉南MAD」のリーダーで、喧嘩も祭りの一つと考えているほど祭り好きな男。格闘スタイルは「喧嘩」。蒼天堀の混乱に乗じて蒼天堀に侵攻し、海東を負傷させて水上から蒼天堀の支配権を譲り受ける条件で神室連合と同盟を結んでいたが、龍也と海東の前に敗れた。

### 警察

#### 警視庁
竹中 省三（たけなか しょうぞう）
声 - 石塚運昇
神室署刑事課に配属されており、優太の父親が経営するパチンコ店襲撃事件や久保暗殺事件を担当したが、その場に居合わせた関係者の龍也と再会し、神室署に拘留されていた峰岸が自殺したことを九鬼組事務所にいた龍也に知らせた。その後、龍也の周りや九鬼組関係者が逮捕された際は釈放させるように口利きをして裏で動いていたが、ミレニアムタワーの屋上で全ての決着が付いた直後に踏み込んで鶴見の自殺を屋上から見届けた。エンディングでは新たな一歩を踏み出した龍也を見送る。
鶴見 正（つるみ ただし）
声 - 大杉漣
前作における警視庁組織犯罪対策部長で、その都知事選に当選し、東京都知事になっている。二岡や阿修羅と手を組んでドラゴンヒートに目を付ける一方で、邪魔者を次々と排除して国会で合法カジノ法が成立したことを受けて「神室浄化作戦」を展開し、警察と警備会社で組織した神室保安サービスを立ち上げて神室町の風俗や遊戯関係を一斉摘発することで一時は神室町をネオンが消えた死の町に追い込む。その後、混乱の中で隆昌の身柄を押さえてドラゴンヒートの権利書を合法的に得るが、隆昌が二岡から得た自分の情報が龍也に渡ったことを知り、取引を持ちかける。その後はミレニアムタワーの屋上で佐伯を使って始末しようとするも失敗し、野崎から譲り受けた実弾入りの改造銃で始末しようとしたところを最初の一発が空砲であったために失敗して逆に龍也に倒される。その後、野崎の出現により市川静香の肝臓移植直前に肝臓を横取りしたことが露見し、担当医の弱みを握って息子の大介に移植させたという真実が語られ、野崎に脅された大介に殺されそうになるが龍也に阻止される。龍也と野崎の対決後は改造銃で二人を殺そうとするが、直後に一部始終が複数のカメラで生中継されていたことを知り、絶望の中で屋上から飛び降りて自殺した。
佐伯 淳（さえき じゅん）
鶴見の秘書で、鶴見が暗躍するために汚い仕事をしてきた元警察官であり、九鬼を襲撃した実行犯でもある。「古武術」の使い手であるためか素手の格闘のみならず剣術にも長けており、実力は鶴見曰く「剣術の世界大会で優勝した」程で、そのため戦闘序盤では日本刀を所持している。刀の攻撃は隙こそ大きいものの、単純な威力や負傷度上昇率、気絶確率が非常に高く、さらにこちらからの掴み攻撃が一切無効となる。ある程度ダメージを与えると強制的に殴り合いが発生し、それに打ち勝つと素手同士での戦いとなる。素手では打って変わって人間離れした俊敏な動きでこちらを翻弄する上にノーモーションでガードを弾き飛ばす一撃を多用する。ヒートアクションはトリッキーな蹴りから肘打ちと膝蹴りの後、空中からの落下の勢いを利用して腕を極める「烈空乱舞」を使用する。阿修羅や二岡との会合にも顔を見せており、偶然その場に居合わせた由理香によって録音された事実を龍也と隆昌に聞かれることになる。その後、二岡から隆昌に渡った情報とドラゴンヒートの権利書の交換取引を持ちかけてミレニアムタワー屋上で龍也を襲うが、返り討ちにされた。

### 地下格闘関係

#### ドラゴンヒート
前作にも登場した九鬼組事務所の地下に存在する地下格闘技場。
DJ RIKUOH（ディージェー・リクオー）
声 - 前田剛
前作にも登場したドラゴンヒートでアナウンスを務める人気リングアナ。
本作ではドラゴンヒートのみならず「個人的な契約」で阿修羅の試合においてもリングアナウンス及び実況解説を行っており、八部衆との対戦バトル中では試合状況に応じた言葉を発する。
TOMOKI（トモキ）
声 - 鈴木賢
前作にも登場。プロ初戦で敗れて以来は格闘家として振るわずに引退し、龍也に敗れたことを引きずって不良グループのリーダーに成り下がる。その後、龍也の帰郷を知り、過去を振り切るために挑みかかる。
悠木 万寿美（ゆうき ますみ）
声 - チョー
前作にも登場。サブストーリーに登場し、龍也の件で冴子に謝罪されてその様子を離れたところから見守っていた龍也と再会するが、直後に冴子がストーカーから襲われている所に出くわし、身を呈して冴子を庇い、ストーカーは龍也が取り押さえた。
嶋 鉄司（しま てつじ）
声 - 田中一成
前作にも登場。龍也と対戦後はタイガースゲートで戦ってきたが、メテオ鈴木に秒殺された上に阿修羅にタイガースゲートを潰され、以降は格闘家生活を完全に引退し、大阪の近江連合系組織で運転手として暮らしている。龍也との再会後は阿修羅の脅威を伝えた後に友人を呼び寄せて「プロレス」の型を教え、後に阿修羅から追われる龍也を庇って「ミライ」がいたとされるキャバクラの場所を教えた。
坂本 信司（さかもと しんじ）
声 - 鈴村健一
ドラゴンヒートの若きファイター。17歳。ボクシングの元世界ランカーに食い下がって打ち倒すほどの実力を持ち、普段は九鬼組から紹介された清掃のアルバイトで生計を立てながらプロのキックボクサーを目指している。格闘スタイルは「キックボクシング」。喧嘩相手を探して阿修羅の構成員にわざと絡まれていたところを龍也に出会って助けられ、その礼として龍也をドラゴンヒートに招いた。その後は沖田の蹴りを受けて頚部骨折の重傷を負うも、野崎亮の治療を受けて急速に回復。その際にコンプレックスや悩み、更には柿崎への憧れに付け込んで洗脳を施され、「殺人ゲーム」と称して集団で龍也と隆昌を狙い、龍也を一方的に殴りつけた上で腕を刺傷させるも、なぜか反撃してこない龍也に疑問を抱き、直後に仲間を守りたいという彼の気持ちの前に敗れる。その後は再び入院し、柄本の治療と懸命のリハビリにより完全復活。秋田戦後は殺害疑惑をかけられた龍也と蒼天堀から脱出するために共に戦う。龍也が決戦に向かう時は共に戦うことを申し出たところを自分達を巻き込みたくないという龍也に止められたが、龍也がミレニアムタワーに乗り込んだ際は逮捕されるのを覚悟で優太や保と共に保安部隊に挑んで屋上への道を作った。
八代 誠（やしろ まこと）
声 - 福山潤
ドラゴンヒートの若きファイターで、4人の中でのリーダー格。17歳。ルックスが良く、劇中でも女性から容姿を褒められることが多いが、本人はあまり女性に免疫がない。格闘スタイルは神室町で様々なスタイルの相手と戦って練り上げた「喧嘩」。身寄りが無く、児童養護施設「あげぼの園」で育ったところを脱走し、以来は神室町で喧嘩を繰り返して手の付けられない不良となるが、ドラゴンヒートに巡り合ったことで徐々に歳相応の少年らしさを取り戻す。龍也とは境遇の近さもあって食って掛かることも多かったが、阿修羅との抗争の中で交流を深めるうちに認めていく。その後、龍也不在の神室町で冴子誘拐事件が起こった際は試合直前だった龍也の願いを受けて救出に向かう（一時的に操作キャラクターとなる）ためにかつての不良仲間の協力を得て居場所を突き止めて単身で乗り込むが、金城の罠に掛かったことで冴子を庇って何発もの銃弾を浴びてしまい、今際の際に龍也に感謝の意を伝えて息を引き取った。
三上 優太（みかみ ゆうた）
声 - 鈴木達央
ドラゴンヒートの若きファイター。実家は神室町のパチンコ店で、経済的に豊かな環境で育ったためにやや甘えの強いところがあるが、根は実直。龍也に強い憧れを持っており、服装や髪型も彼を意識している。格闘スタイルは「ボクシング」。当初は家庭を顧みない父親に反抗的で、実家のパチンコ屋が二岡組の差し金によりトラックに突っ込まれて半壊し、父も重体に陥った後も龍也の説得にも耳を貸さず、自棄になっていたが、父親の部下だった久保からの手紙によりそれが誤解であったことを知って改心した。その後、龍也が決戦に向かう時は共に戦うことを申し出たところを自分達の身を案じた龍也に止められたが、龍也がミレニアムタワーに乗り込んだ際は逮捕されるのを覚悟で信司や保と共に保安部隊に挑んで屋上への道を作った。
斉藤 保（さいとう たもつ）
声 - 野島健児
ドラゴンヒートの若きファイター。4人の少年の中では一番大柄で、龍也よりも背が高い。16歳。小学生時代からいじめを受け続けた影響からか、優しくも弱気な面が目立つ性格。格闘スタイルはいじめから逃れるために必死に学んだ「ブラジリアン柔術」。自分を変えるために格闘技を学んでドラゴンヒートに出会うもその性格が仇となっていまだに勝ち星を掴めず、後輩からも引退を勧められるようになる。その後、キャバクラ通いに逃避していた時に熱を上げていたキャバクラ嬢がスカウト詐欺に巻き込まれて大場に脅迫されるところを目撃し、その際に恐怖心から動けなかったことで卑屈になるが、隆昌や龍也に叱咤激励されたことで阿修羅との対抗戦で大場との対戦を決意する。その後は必死に応戦した末に敗れはしたものの、最後まで果敢に挑み続け、大切なものを守ることを戦いを通じて実感した。その後、龍也が決戦に向かう時は共に戦うことを申し出たところを龍也に止められたが、龍也がミレニアムタワーに乗り込んだ際は逮捕されるのを覚悟で信司や優太と共に保安部隊に挑んで屋上への道を作った。その後のエンディングではドラゴンヒートでの試合に勝利しており、心身共に成長した姿を見せた。

#### 阿修羅
地下格闘技団体。所属構成員は100人以上。大阪の蒼天堀を拠点とし、東京制圧を目指している。元々は不良少年や鑑別所経験者を集めた純粋な格闘技団体であったが、現在では政財界との繋がりすら持つ極めて悪質な半グレ集団と化している。
秋田 靖人（あきた やすと）
声 - 高知東生
阿修羅の表向きのリーダー。八部衆の筆頭であり、「鬼狩りの秋田」の異名を持つ。格闘スタイルは「パンクラチオン」。ヒートアクションは打撃、極め技、投げを華麗に繋げた「ドラゴンチョークインパクト」を使用する。ケンカの実力もさることながら高いカリスマ性と本職の極道と対等以上に張り合う豪胆さを持っている。二岡の要請により神室町に乗り込んでドラゴンヒートとの対抗戦を提案し、先に8勝したほうが勝利という圧倒的有利な条件で戦うも八部衆が龍也の前に悉く敗れ、最後は秋田自身も本拠地蒼天堀で敗北する。その後、自身と阿修羅の過去、更には「仲間を信じて戦う龍也の姿を見たことで昔の出来事を後悔していた」と龍也に話し、直後に野崎を止めて欲しいと龍也に頼むが、真相を語ろうとしたところで何者かに撃たれ、最期は「キャバクラ『ルージュ』・ミライ」と言い残して絶命した。
沖田 忍（おきた しのぶ）
声 - HAN-KUN
阿修羅の八部衆の一人で、長いポニーテールが特徴。格闘スタイルは「キックボクシング」で、数多ある団体を通して最強との評を持つ。ヒートアクションは裏拳から回し蹴りの三連撃「バックブローキックコンボ」を使用する。秋田と共にドラゴンヒートに現れ、数人の九鬼組組員と信司を文字通りに一蹴した。その後、龍也に対しても見下した態度で試合に挑むが、強烈な踵落とし を脳天に受けてマットに沈んだ。
メテオ鈴木（メテオ すずき） / 木島 雅勝（きしま まさかつ）
声 - 山根剛
阿修羅の八部衆の一人で、真っ赤に染めたモヒカンヘアーが特徴。格闘スタイルは「ルチャリブレ」で、日本人ながら本場メキシコでヘビー級を制したルチャドール。ヒートアクションは回転しながら相手の首に巻きついて頭から落とす「デジャブ」を使用する。マニアからは世界トップレベルと評価されており、嶋を軽くあしらう程の実力を誇る。蒼天堀でボールベアリング弾を発射可能な改造拳銃キット を密売しており、若者を中心とした発砲事件の原因となっていた。手下を差し向けて龍也の実力を測った後に一旦は立ち去り、後に阿修羅のリングで正体を明かして戦うも敗れ去る。
大場 庄助（おおば しょうすけ）
阿修羅の八部衆の一人で、肩から臀部まで額の入った和柄の刺青が特徴の元幕内力士（四股名は「黒霧山」）。その経歴通り「相撲」を格闘スタイルに持つ。ヒートアクションはぶちかましから相手を投げる「ぶちかまし下手投げ」と張り手から相手を投げて頭を四股で踏む「張り手櫓投げ」を使用する。真剣勝負では無敗だったが、酒や女、ギャンブルに溺れて借金を繰り返し、スキャンダルを恐れた親方によって半ば追放される形で角界を追われる。その後はサイドビジネスとして「OSプロダクション」という芸能事務所 を経営し、ルリを使って保をこの詐欺事件に巻き込ませる。その後、試合では最初に保と対戦したが、まるで相手にせずに撃破する。その後は龍也と対戦し、試合前に保を始めとする自身の詐欺被害者を侮辱するが、怒りに燃える龍也のスリーパーホールドにより敗れ去った。
田中 一郎（たなか いちろう）
声 - 興津和幸
阿修羅の八部衆の一人にして元九鬼組構成員。本名は不明で、かつて九鬼隆太郎から与えられた「田中一郎」の名を通り名に使っており、中国マフィアの間では「無名」と呼ばれ恐れられている。格闘スタイルは「軍隊格闘術」で、試合では際どいボンデージファッションを身に纏い、奇怪な動きで翻弄して不意に鋭い一撃を繰り出すという非常にトリッキーな戦法を取る。ヒートアクションは相手の攻撃をいなして金的から凶器で延髄を攻撃する「金的延髄肘打ち」を使用する。九鬼組構成員時代、手が付けられない上に同じ組員を殺したことで九鬼組を追い出されたが、後にかつて近江連合に所属していた二岡によって関西に逃れ、彼の庇護を受けつつ久保の暗殺などを請け負う。その後は「戦いに勝ったら阿修羅の目的を話す」という条件付きで龍也と戦うも敗北し、その直後に医務室で謎の死を遂げた。
カズ柿崎（カズ かきざき） / 柿崎 和也（かきざき かずや）
声 - 雪丸安大
阿修羅の八部衆の一人で、本場アメリカで活躍した有名選手。隆々たる体格を持つ根っからのパワーファイターで、その豪腕から「黄金の拳を持ったグリズリー」の通り名を持つ。格闘スタイルは「総合格闘技」で、蹴りは殆ど使わずにスラム（KOを目的とした投げ）とパンチによる猛攻を得意とする。ヒートアクションは豪快なパンチ連打「グリズリーラッシュ」を使用する。3年前に飲酒運転による自損事故を起こし、その怪我が元で格闘家を引退していたが、後に野崎の施術によって復活。以前をも上回るパワーを獲得して八部衆となり、有名格闘家としての名声を利用して野崎による信司の洗脳に協力した。その後、リングで龍也と相見えるも脳天への飛び踵落しを受け、敗れ去った。
品原 マサル（しなはら マサル）
声 - 藤本たかひろ
阿修羅の八部衆の一人。ブラジル人とのハーフであり、格闘スタイルは本場で鍛えられた「ブラジリアン柔術」で、華麗な寝技を得意とするグラップラー。ヒートアクションは相手に絡み付いて三角絞め、オモプラッタ、裸絞めを流れるように決める「オクトパスサブミッション」を使用する。一般の格闘技興業でも活動しており、「日本総合格闘技界・期待の重量級」との呼び声もあってか、格闘技ファンでない人間にもその名を知られている。しかし、タップした相手の関節をアクシデントに見せかけて故意に折るなど危険なファイトを行う上に金にがめつく、試合のたびにファイトマネー交渉で揉めるなど、阿修羅の選手らしく素行に問題がある。龍也とは指名試合で対戦し、龍也の腕を負傷させはするも敗北した。その後、医務室でもファイトマネーを渋る秋田に襲い掛かるが、拳とストンピングのたった二撃で倒された。
金城 風太（きんじょう ふうた）
声 - 粟津貴嗣
阿修羅の八部衆の一人。格闘スタイルは「琉球空手」で、とりわけその中でも殺人空手と呼ばれる「裏御殿手（うらうどぅんでぃ）」を修め「阿修羅の特攻隊長」の異名を取る実力者。ヒートアクションは手刀から下段への連続攻撃で体勢を崩し、腹に貫手を決める裏御殿手の奥義「斬撃貫手」を使用する。髪型はアフロヘアー、普段着はピンク色をした市松模様のベストとハーフパンツ、試合時は三つ巴や荒波模様があしらわれた濃紺の道着など奇抜なファッションを好む。野崎亮の命令を受けて冴子を誘拐し、乗り込んできた誠と対決するも敗れたフリをして奇襲することで冴子を庇った誠を射殺した。その後、龍也とドラゴンヒートのリングで対面し、誠の死を虚仮にするが、激怒した龍也の前に敗北。髪を掴み起こされ、渾身の拳を顔面に叩きこまれてマットに転がった。

### 神室町の住人達
シリーズを通して登場する東京最大の歓楽街。
右京 冴子（うきょう さえこ）
声 - 原田奈美
龍也の姉。24歳。龍也のプロデビューを誰よりも喜んでおり、帰国した龍也を温かく迎えると剛拳ジムからの便宜で店が繁盛していることもあって椎名会長に強い感謝の念を抱いているが、それ故に龍也がプロデビューを辞退したことに怒って激しく叱責した。その後、鶴見による雀荘などの一斉検挙の際に峯岸の麻雀店に居合わせたことで一時は身柄を拘束されるが、竹中の口利きで釈放される。その後は阿修羅の策略に利用される形で金城に拉致されてしまい、単身で救出に現れた誠が目の前で自身を庇って射殺され、その際に精神が錯乱状態に陥ったために入院していたが、無事に退院した。「神室浄化作戦」実行時には店に保安員に踏み込まれるも龍也に助けられ、一時横浜に避難する。最終決戦前には神室町に戻っており、以前龍也が迷惑を掛けた人物に謝罪して回っていたが、同時にストーカーに悩まされており、龍也と悠木に助けられた。
榊 天馬（さかき てんま）
声 - 菅沼久義
高校卒業後に実家の料亭を継ぐべく、日々修行に励んでいるが、帰国した龍也のプロデビューを祝福し、夜の街へと遊びに誘って悩む龍也を励ます。その後、龍也がプロデビューを蹴って阿修羅と事を構えるようになると情報収集役として奔走するなど、人脈の広さと友情の篤さを見せる。
由理香（ゆりか）
声 - たかはし智秋
キャバクラ「Jewel」所属の人気キャスト。野崎と鶴見の秘書である佐伯との会話を録音し、龍也と隆昌に教えた。
日向 千秋（ひゅうが ちあき）
声 - 今井麻美
日向の妹で、ルポライター。ルポライターとして神室町に留まっており、龍也と再会した後は阿修羅の情報を提供した。また、サブストーリーでは友人を呼び寄せてムエタイの型を教えた。
塚原（つかはら）
神室町の薬局裏の空き地や廃ビルを道場とする塚原道場の師範。龍也以外の人物にも指導している。孫娘がにゃんこカフェを開業したために従業員となったが、またしても飼い猫（102匹に増加）が逃げてしまい、龍也に捜索を依頼する。また、蒼天堀の千成地区に弟がおり、兄と同様に龍也に必殺技の伝授や稽古を行う。
ユウヤ
『龍が如く』シリーズにも登場するホストクラブ「スターダスト」の店長。手に入れた称号の数に応じてアイテムを渡すといった龍也のサポート役として登場する。
サイの花屋
声 - 藤原喜明
『龍が如く』シリーズにも登場する治外法権の無法地帯「賽の河原」を支配する凄腕の情報屋。本人は龍也のプロボクサーとしての晴れ姿を楽しみにしていたと語る。
美矢（みや）
龍也に様々な依頼をする。
椎名 徹（しいな とおる）
声 - 佐藤正治
チャンピオン街の南東に居を構える大手ボクシングジム「剛拳ジム」の会長。アメリカの地下格闘場で龍也の試合を観戦してその強さに惚れ込み、破格の待遇でプロデビューを計画し、日本に帰国させる。その後、スター選手は余程のことがない限りは好きにさせるという方針からゲーム開始時に龍也に遊興費として現金を渡した。
石井 浩平（いしい こうへい）
剛拳ジムのトレーナーで、龍也の専属。かつては世界タイトルを狙うプロボクサーとして活躍していたが、夢叶わずに引退した。その後、龍也の才能に惚れ込んで彼の勝手な行動を咎める。
峰岸（みねぎし）
声 - 伊智生士冶
雀荘「ジャンジャン卓」のオーナー。神室遊戯組合の会長や区議会議員の議員連会長も務め、神室町では人望の厚い人物だった。風営法違反と脱税の容疑で警察に逮捕・起訴された直後、留置場で謎の死を遂げた。
佐々木 孝（ささき たかし）
声 - 伊智生士冶
誠と同じ児童養護施設で育った仲間。神室町でチームを組んでおり、誠の依頼を受けて誘拐された冴子を探し出した。誠の死後は以前の彼からの依頼で調べ上げた野崎亮の素性を龍也に伝えた。
銀次（ぎんじ）
桐生一馬に憧れて彼を探し回る元風間組構成員の男で、『龍が如くモバイル』で主人公的位置にいるキャラクター。いざこざから龍也と戦うも敗北し、彼の強さを目の当たりにしたことで桐生捜索協力の依頼をする。その後、結局は桐生は偽者であったが、謝礼としてアイテムを手渡して去って行った。
偽桐生 / 桐生 和真（きりゅう かずま）
『龍が如く』シリーズにも登場する桐生の名を語って好き勝手やっている男。毎回、桐生にバレて懲らしめられる度に改心した素振りを見せる。
本作では龍也と銀次に手下と共に倒される。その後は自らの名前を明かして「向こうが勝手に桐生一馬と勘違いしているだけだ」と言い訳をするが、銀次に一喝されると逃げ去って行った。

#### 神室町のキャバ嬢
実在する人物がキャバ嬢を演じる。源氏名には下の名前が使われ、働いている店もキャバ嬢によって異なる。キャバ嬢はそれぞれ悩みを抱えており、親密になっていくことで何かしらの問題が発生するが、いずれも主人公によって解決されていく。
- 遠藤舞、外岡えりか

### 蒼天堀の住人達
『クロヒョウ2』に登場した大阪にある歓楽街。

#### 蒼天堀のキャバ嬢
実在する人物がキャバ嬢を演じる。源氏名には下の名前が使われ、働いている店もキャバ嬢によって異なる。キャバ嬢はそれぞれ悩みを抱えており、親密になっていくことで何かしらの問題が発生するが、いずれも主人公によって解決されていく。
- 橘ゆりか

### その他
ルリ
声 - 桜田乃碧
アイドルを目指すために北海道から上京したキャバ嬢で、保の良き理解者且つ相談相手。アイドルデビューするために様々なオーディションを受けて挫折しかけたところを「OSプロダクション」にスカウトされるが、多額の登録料やスカウト料を請求され、大場に迫られて大阪で一生風俗嬢として過ごすか、大場の愛人になるかという苦渋の選択を強いられる。しかし実は大場の指示の下で詐欺を働いており、これらは全て作り話だった（大場に弱みを握られていたのは事実であり、脅されて詐欺を強要されていた）。保を詐欺のターゲットとしていたが、結果として探りを入れた隆昌に同じ手口で迫ったことで罪が露見する。その後は隆昌によってドラゴンヒートに連れられ、保が大場と戦う姿を見せつけられて改心し、自らの過ちを涙ながらに悔いた。最後は試合を終えた保に借金は完済したと嘘の報告をし、隆昌の手引きで故郷の北海道に帰った。
ホセ・イグレシアス
ミドル級チャンピオンのボクサー。龍也とボクシングの試合をしたが敵わず敗北する。
ミライ
秋田の元恋人で、静香の良き理解者。かつては大阪で「ルージュ」のキャバ嬢として働き、後に上京するも鶴見の「神室浄化作戦」の被害に遭い、神室町でホームレス生活を余儀なくされる。その後、秋田の死を耳にしており、呆れた様子を見せたが、どこか悲しげな心境を露わにした。その後は静香についてキャバクラで知り合って同じ孤児ということもあって意気投合したが、持病を聞いて心配した後に帰らぬ人となったことを聞いて涙したと野崎の素性を訪ねた龍也に伝えた。
市川 静香（いちかわ しずか）
誠や野崎と同じく「あけぼの園」で育って野崎と共に行動した彼の恋人で、理解者。生まれつき肝臓の持病を持っていたために入院生活を送っており、野崎の援助で肝臓移植手術を受けるはずだったが、医者の弱みに付け込んだ鶴見の手により肝臓は鶴見の息子に渡ってしまい、結果として手術が出来なくなってそのまま帰らぬ人となった。
鶴見 大介（つるみ だいすけ）
鶴見正の息子。父の権力を鼻に掛けるばかりか、自身も数多くの悪事を働いている。かつて肝臓の病気を患っていたが、父と父に弱みを握られた市川静香の担当医によって彼女に移植されるはずだった肝臓が自身に渡り、結果として肝臓移植手術を受けて助かっている。神室町で豪遊していた所を鶴見への復讐を目論む野崎に拉致され、ミレニアムタワー屋上で野崎に今まで自身が行ってきた様々な悪事を見逃す代わりに父を殺すように脅されたために止む無く父を殺そうとしたが、龍也に止められた。
カオス
条件を満たすことで登場する本シリーズにおける亜門のような存在。「蒼天堀最凶の男」と恐られる存在で、勝つためには手段を選ばない快楽喧嘩屋。格闘スタイルは「極めし者」。前作に登場したガイアとは互角であり、かつては東のガイア、西のカオスと言われていたが、一年前にガイアが負けたことで彼を倒した龍也を探していた。しかし龍也がそのやり方から喧嘩を断ると、冴子の名前を出して強引に喧嘩に持ち込む。敗北後は往生際も悪く襲い掛かろうとするも返り討ちに遭い、懲りて龍也へのリベンジも断念した。

## 楽曲
- 主題歌：湘南乃風「Born to be WILD」（トイズファクトリー）

## テレビドラマ
MBSで2012年4月5日から、TBSで2012年4月8日から放送された。主演は斎藤工。

### キャスト

#### ドラゴンヒート
- 右京 龍也 - 斎藤工
- 八代 誠 - 佐藤祐基（少年期：冨田夢大）
- 坂本 信司 - 八神蓮（少年期：佐々木稔生）
- 斉藤 保 - 冨浦智嗣
- 星野 凌雅 - 魔裟斗
- ミツオ - 内田讓

#### 阿修羅
- 秋田 靖人 - 阿部亮平
- 野崎 亮 - 和田聰宏（少年期：近藤和弥）
- 二岡 孝造 - 波岡一喜
- 沖田 忍 - 六本木康弘
- 大場 庄助 - 坪谷隆寛
- メテオ鈴木 / 木島 真彦 - 白善哲

#### その他
- 水嶋 彩 - 岡本玲
- 榊 天馬 - 石田卓也（第1・3・最終話）
- 飯島 賢也 - 高知東生
- 佐伯 晃一 - 林剛史
- 鶴見 正 - 大杉漣
- DJ RIKUOH - 石橋篤史

#### ゲスト
- 杉田 春斗 - 石黒英雄（第1話 / 回想）
- 右京 冴子 - 西原亜希（第1話 / 回想）
- 椎名 徹 - 大槻博之（第1話）
- 市川 静香 - 吉倉あおい（第2話 / 少女期：國光真央）
- 田中 ヤスヒコ - 須加留（第4話）
- キャバ嬢 舞 - 遠藤舞（第4話）
- キャバ嬢 えりか - 外岡えりか（第4・7話）
- キャバ嬢 ゆりか - 橘ゆりか（第4・7話）
- 坂本 宏 - 佐戸井けん太（第5話）
- タケル - 佐野岳（第6話）
- 安田紀子- 宮城美寿々（第2話）

### スタッフ
- 原作 - PSP専用ソフト「クロヒョウ2 龍が如く 阿修羅編」
- 脚本 - 安井国穂、熊本浩武
- 脚本アシスタント - 藤原健彦
- 演出 - 加門幾生、最知由暁斗
- 演出助手 - 植本英之、菊池俊次、三好雄太
- アクションコーディネーター - 諸鍛冶裕太
- 肌絵師 - 田中光司
- 総合制作プロデューサー - 森川一雄
- 総合制作プロデューサー補 - 佐藤康
- アシスタントプロデューサー - 高江洲義貴、柳川薫平
- アソシエイトプロデューサー - 松田愛依子
- ラインプロデューサー -
- プロデューサー - 大内孝悦、中山雅弘、深迫康之、船田晃、小俣絵梨、浦井孝行
- 映像協力 - キングレコード
- 製作総指揮 - 名越稔洋
- 制作 - 国際放映
- 制作協力 - ILCA
- 企画・製作 - 「クロヒョウ2」製作委員会（清水健、佐々木絵美、吉廣貫一、丸山博雄）
- 著作 - SEGA / MBS

### 主題歌
- HAN-KUN「RIDE ON NOW」（トイズファクトリー）

### 放送リスト
| 話数                                                      | 放送局 | 放送日        | 脚本     | 演出       |
| --------------------------------------------------------- | ------ | ------------- | -------- | ---------- |
| 第一章                                                    | MBS    | 2012年4月5日  | 安井国穂 | 加門幾生   |
| 第一章                                                    | TBS    | 2012年4月8日  | 安井国穂 | 加門幾生   |
| 第二章                                                    | MBS    | 2012年4月12日 | 安井国穂 | 加門幾生   |
| 第二章                                                    | TBS    | 2012年4月15日 | 安井国穂 | 加門幾生   |
| 第三章                                                    | MBS    | 2012年4月19日 | 安井国穂 | 加門幾生   |
| 第三章                                                    | TBS    | 2012年4月22日 | 安井国穂 | 加門幾生   |
| 第四章                                                    | MBS    | 2012年4月26日 | 熊本浩武 | 最知由暁斗 |
| 第四章                                                    | TBS    | 2012年4月29日 | 熊本浩武 | 最知由暁斗 |
| 第五章                                                    | MBS    | 2012年5月3日  | 熊本浩武 | 最知由暁斗 |
| 第五章                                                    | TBS    | 2012年5月6日  | 熊本浩武 | 最知由暁斗 |
| 第六章                                                    | MBS    | 2012年5月10日 | 安井国穂 | 加門幾生   |
| 第六章                                                    | TBS    | 2012年5月13日 | 安井国穂 | 加門幾生   |
| 第七章                                                    | MBS    | 2012年5月17日 | 安井国穂 | 加門幾生   |
| 第七章                                                    | TBS    | 2012年5月20日 | 安井国穂 | 加門幾生   |
| 第八章                                                    | MBS    | 2012年5月24日 | 熊本浩武 | 加門幾生   |
| 第八章                                                    | TBS    | 2012年5月27日 | 熊本浩武 | 加門幾生   |
| 第九章                                                    | MBS    | 2012年5月31日 | 熊本浩武 | 最知由暁斗 |
| 第九章                                                    | TBS    | 2012年6月3日  | 熊本浩武 | 最知由暁斗 |
| 第十章                                                    | MBS    | 2012年6月7日  | 熊本浩武 | 加門幾生   |
| 第十章                                                    | TBS    | 2012年6月17日 | 熊本浩武 | 加門幾生   |
| 最終章                                                    | MBS    | 2012年6月21日 | 安井国穂 | 加門幾生   |
| 最終章                                                    | TBS    | 2012年6月24日 | 安井国穂 | 加門幾生   |
| 平均視聴率 1.7%（視聴率は関東地区・ビデオリサーチ社調べ） |        |               |          |            |

- TBS - 6/10 UEFA EURO 2012のため、放送休止。
- MBS - 6/14 UEFA EURO 2012のため、放送休止。

### ネット局
| 放送対象地域 | 放送局              | 放送期間               | 放送日時                 | 備考 |
| ------------ | ------------------- | ---------------------- | ------------------------ | ---- |
| 近畿広域圏   | 毎日放送（MBS）     | 2012年4月5日 - 6月21日 | 木曜 25時25分 - 25時55分 |      |
| 関東広域圏   | TBSテレビ（TBS）    | 2012年4月8日 - 6月24日 | 日曜 24時50分 - 25時20分 |      |
| 中京広域圏   | 中部日本放送（CBC） | 2012年4月13日 - 7月6日 | 金曜 26時00分 - 26時30分 |      |

| 毎日放送 木曜25:25枠（木曜深夜ドラマ第2部）                                                     | 毎日放送 木曜25:25枠（木曜深夜ドラマ第2部） | 毎日放送 木曜25:25枠（木曜深夜ドラマ第2部） |
| 前番組                                                                                          | 番組名                                      | 次番組                                      |
| ----------------------------------------------------------------------------------------------- | ------------------------------------------- | ------------------------------------------- |
| チャンネルメイト ※25:25 - 25:30Persona4 the ANIMATION ※25:30 - 26:00 【アニメ枠は25分繰り下げ】 | クロヒョウ2 龍が如く 阿修羅編               | 戦国BASARA-MOONLIGHT PARTY-                 |